# Stara planina
Stara planina (bolgarsko Стара планина in srbsko Стара планина) ali Balkan je gorovje na vzhodu Balkanskega polotoka, ki se razteza v dolžini približno 530 km od zahoda proti vzhodu, od Vrške Čuke na meji med Bolgarijo in Srbijo prek vse širine Bolgarije do rta Emine na obali Črnega morja. Po drugi strani je razmeroma ozko, v najširšem delu okrog 45, v najožjem srednjem delu pa zgolj 15 km. Najvišji vrh je Botev pri 2376 m nadmorske višine.
Predstavlja hidrografsko mejo med porečjem Donave (Črno morje) in Marice (Egejsko morje), kljub temu pa ga na zahodnem delu seka pritok Donave, reka Istar, ki je od juga proti severu izdolbla impresiven kanjon nekaj kilometrov severno od bolgarske prestolnice Sofije. Kraški relief določa veliko število jam, vključno z Maguro, ki predstavlja najpomembnejšo in razširjeno evropsko postpaleolitsko jamsko poslikavo, Ledenika, Saeva dupka, Bačo Kiro itd. Najpomembnejša kamnina so Belogradčiške skale na zahodu.
Obstaja več pomembnih zavarovanih območij: Narodni park Osrednji Balkan, naravna parka Vračanski Balkan in Bolgarka ter naravni park Modri kamni, pa tudi številni naravni rezervati. Stara planina je izjemna po svoji flori in favni. Planika raste tam v regiji Kozjata stena. Nekatere najbolj osupljive pokrajine so vključene v narodni park Osrednji Balkan s strmimi pečinami, najvišjimi slapovi na Balkanu in bujno vegetacijo. Obstajajo številni pomembni naravni rezervati, kot so Čuprene, Kozjata stena in drugi. Na tem območju živi večina velikih evropskih sesalcev, tudi rjavi medved, volk, divja svinja, gams in jelen.

## Etimologija
V bolgarščini je bila arhaično beseda balkan (балкан) izposojena iz turščine in pomeni 'gora'. Morda na koncu izhaja iz perzijskega bālkāneh ali bālākhāna, kar pomeni 'visoka, nad ali ponosna hiša'. Ime je še vedno ohranjeno v Srednji Aziji z Balkan Daglary (Balkansko gorovje) in Balkansko provinco Turkmenistana.
V antiki in srednjem veku so bile gore znane po tračanskem imenu: Haemus Mons. Znanstveniki menijo, da ime Haemus (Αἷμος) izhaja iz tračanske besede *saimon, 'gorski greben'. Ime kraja, kjer se veriga sreča s Črnim morjem, rt Emine, izhaja iz Aemona. Ljudska etimologija trdi, da Haemus izhaja iz grške besede haima (αἵμα), kar pomeni 'kri' in temelji na grški mitologiji. Med bojem med Zevsom in pošastjo/titanom Tifonom je Zevs poškodoval Tifona z gromom; in Tifonova kri je padla na gore, ki so bile nato poimenovane po tej bitki.
Druga imena, ki so se uporabljala za označevanje gora v različnih časovnih obdobjih, so Aemon, Haemimons, Hem, Emus, slovansko Matorni gori in turško Kocabalkan.

## Geografija
Stara planina je tehnično gledano veriga nagubanih gora, ki so nastale s stiskanjem in lomljenjem plasti kamnin. V geološkem časovnem merilu so precej mlade in nedavno oblikovan del alpsko-himalajske verige, ki se razteza čez večji del Evrazije. Staro planino lahko razdelimo na dva dela - glavno balkansko verigo in Predbalkan na severu, ki se rahlo razširi na Donavsko nižino. Na jugu gore mejijo na podbalkanske doline, vrsto 11 dolin, ki potekajo od bolgarsko-srbske meje proti vzhodu do Črnega morja in ločujejo gorovje Stara planina od verige drugih gora, znanih kot Srednogorije (ki vključuje Vitošo in Sredno goro).
Staro planino sestavlja približno 30 različnih vrhov; v Bolgariji lahko ponudbo razdelimo na tri dele:
- Zahodno se razprostira od Vraške čuke na meji s Srbijo do prelaza Arabakonak v skupni dolžini 190 kilometrov. Najvišji vrh je Midžor z 2169 metri.
- Osrednje poteka od Arabakonaka do prelaza Vratnik, v dolžini 207 kilometrov. Na tem delu je vrh Botev, najvišja gora na Balkanu z 2376 metri.
- Vzhodno se razprostira od prelaza Vratnik do rta Emine v dolžini 160 kilometrov. Najvišji vrh je Balgarka s 1181 metri. Vzhodno gorovje tvori najnižji del verige.

## Hidrologija
V svojih osrednjih in vzhodnih delih gore tvorijo vodno ločnico med rekami, ki tečejo v Donavo na severu, in tistimi, ki tečejo v Egejsko morje na jugu. Vendar jih prečka najdaljša bolgarska reka Iskar, ki tvori sotesko Iskar. Reke, ki izvirajo iz Stare planine in tečejo proti severu v Donavo, so Timok, Arčar, Lom, Cibrica, Ogosta, Skat, Vit, Osam, Jantra in Rusenski Lom. V gorah izvira tudi Kamčija, ki se izliva neposredno v Črno morje. Čeprav ni tako bogata z mineralnimi vodami kot drugi deli Bolgarije, obstaja več zdravilišč, kot so Varšec, Šipkovo in Vonešta Voda.
Razvoj v sodobnem času je popolnoma spremenil geografijo Srbije, še posebej, ko gre za slapove. Še vedno pa si je mogoče ogledati številne slapove, zlasti v zahodnem in osrednjem delu pogorja, kot so Rajsko praskalo (najvišji slap na Balkanu), pa tudi Borov kamak, Babsko praskalo, slap Etropole, Karlovsko praskalo in Skaklja, med drugimi. Območje Stare planine je bilo vedno redko poseljeno in nedostopno zaradi razgibanega in gozdnatega terena, pa tudi kot lokacija srbsko-bolgarske meje. Ko so se vojske odrekle mejam in prepustile nadzor mejni policiji, je bilo civilistom dovoljeno raziskovati območje. Posledično so bili v naslednjih letih na srbski strani Stare planine odkriti vse višji in višji slapovi, vključno s Čunguljem (1996) na 43 m; Pilj (2002) na 64 m; Kopren (2011) na 103,5 m; in Kaluđerski Skokovi (2012) na 232 m.

### Prehodi
Gore prečka 20 prelazov in dve soteski. Modernizirane ceste prečkajo Staro planino na naslednjih prelazih (navedeni od zahoda proti vzhodu):
- Prelaz Petrohan: Sofija–Montana
- Soteska Iskar (Iskarski prolom): Sofija–Vraca (tudi železnica)
- Prelaz Vitinja: Avtocesta Hemus (A2), Sofija–Botevgrad
- Zlatiški prohod (Zlatiški prohod): Zlatica–Etropole (zaprt)
- Prelaz Beklemeto: Trojan–Sopot
- Prelaz Šipka: Gabrovo–Kazanlak (tudi železnica)
- Prepustnica republike (Prohod na republikata): Veliko Trnovo–Gurkovo
- Prelaz Vratnik: Elena–Sliven
- Kotelski prelaz (Kotlenski prohod): Kotel–križišče Petolačka (Pentagram)
- Prelaz Vrbica (Vărbiški prohod): Šumen–križišče Petolačka
- Prelaz Riš (Riški prohod): Šumen–Karnobat
- Soteska Luda Kamčija (Ludokamčijski prolom): Provadija–Karnobat (tudi železnica)
- Prelaz Ajtos (Ajtoski prohod): Provadija–Ajtos
- Prelaz Djulino (Dyulinski prohod): Varna–Ajtos
- Prelaz Obzor (Obzorski prohod): Varna–Burgas, bodoča avtocesta Černo More (A5)

- Pogled na Staro planino
- Spomenik na prelazu Šipka
- Osrednja Stara planina
- Reka Rosomačka, Srbija
- Konji na Stari planini, Srbija
- Pogled iz kočo Raj proti Srednjemu Balkanu s slapom Rajsko Praskalo v sredini
- Belogradčiške skale
- naravni rezervat Kozja stena

## Nekaj najvišjih vrhov
- Botev 2376 m (imenovan po Hristu Botevu)
- Malkijat jumruk 2340 m
- Goljam Kademlija (Triglav) 2276 m
- Mlečen čhal 2255 m
- Žaltec 2227 m
- Paradžika 2209 m
- Vežen 2198 m
- Midžor 2169 m, najvišji vrh ožje Srbije in severozahodne Bolgarije
- Goljam Kupen 2169 m

- Levski 2166 m (imenovan po Vasilu Levskrm)
- Yuruška gramada 2136 m
- Dupljak 2032 m

## Zgodovina
Stara planina je imela pomembno in posebno mesto v zgodovini Bolgarije od njene ustanovitve leta 681. Stoletja je bila naravna utrdba Bolgarskega cesarstva in je tvorilo učinkovito oviro za Mezijo, kjer je bila večina srednjeveških prestolnic. Stara planina je bila prizorišče številnih bitk med bolgarskim in Bizantinskim cesarstvom, vključno z bitko pri prelazu Riški (759), bitko pri prelazu Varbica (811), bitko pri Trjavni (1190) in bitko pri Devini (1279). V bitki pri prelazu Varbica je kan Krum odločilno porazil ogromno bizantinsko vojsko in pri tem ubil cesarja Nikeforja I. Dolga stoletja so se Bizantinci bali teh gora, njihove vojske naj bi se umikale, ko so se jim približale.
Med osmansko vladavino so številni hajduki našli zatočišče v gorovju. Blizu najvišjega vrha, vrha Botev, je Kalofer, rojstni kraj Hrista Boteva, bolgarskega pesnika in narodnega heroja, ki je leta 1876 umrl v gorah zahodnega Balkana pri Vraci v boju proti Osmanskemu cesarstvu. Blizu Boteva je tudi prelaz Šipka, prizorišče štirih bitk v rusko-turški vojni 1877-78, ki je končala turško oblast na Balkanu.

## Zavarovana območja in ekologija

### Bolgarija
Pomembna območja gorovja Stara planina so pod zaščito bolgarske zakonodaje, vključno z enim narodnim parkom – narodni park Osrednji Balkan; trije naravni parki — naravni park Vračanski Balkan, naravni park Bulgarka in naravni park Modri kamni, več kot 20 naravnih rezervatov in številne naravne znamenitosti.
Narodni park Osrednji Balkan je med največjimi in najdragocenejšimi zavarovanimi območji v Evropi. Od leta 2017 so njegovi prastari bukovi gozdovi vključeni v pragozdove Unescove svetovne dediščine. Je tretje največje zavarovano ozemlje v Bolgariji, ki obsega površino 716,69 km² s skupno dolžino 85 km od zahoda proti vzhodu in povprečno širino 10 km. Znotraj njegovega ozemlja je najvišji vrh gorovja, vrh Botev (2376 m), kot tudi najvišji slap na Balkanu Rajsko praskalo (124,5 m). Razgiban in raznolik relief določa prisotnost številnih sotesk, pečin, vodnih objektov in jam, vključno z Rajčovo Dupko, drugo najglobljo jamo, odkrito v Bolgariji in v gorovju, ki doseže globino -377 m.
Flora narodnega parka Osrednji Balkan je raznolika in obsega 1689 vrst vaskularnih rastlin, 45 vrst alg in 238 vrst mahov. Med njimi je 23 bolgarskih endemičnih vrst, kot je listnati jeglič (Primula frondosa), ki ga najdemo samo znotraj meja parka, Аlchemilla аchtarowii, Alchemilla jumrukczalica, Betonica bulgarica, Centaurea davidovii, pa tudi drugih 75 balkanskih endemitov.
Favno vretenčarjev parka sestavlja več kot 300 vrst. Število vrst sesalcev je okoli 60, vključno z živalmi, ki so varstveno pomembne, kot so: balkanski gams (R. rupicapra balcanica), rjavi medved, vidra, volk, evropska tekunica, evropska snežna voluharica, divja svinja, divja mačka, mali slepi krt, pegasti dihur, kuna zlatica, jelen, navadna lisica, srna.
Avifavna obsega približno 220 vrst, od tega 123 stalnih/gnezdečih vrst. Park je ključen za varstvo ptic: kraljevi orel, sokol plenilec, velika uharica, mali skovik, kozača, koconogi čuk, belohrbti detel, balkanski muhar in kosec.
Herpetofavna parka vključuje 15 vrst plazilcev in devet dvoživk. Gosti vitalne populacije navadnega gada (Vipera berus), krastače, belouške (Natrix natrix), navadnega slepca, rjave vodne kače, živorodne kuščarice in navadne žabe. Zaradi velike nadmorske višine parka je ihtiofavno sestavljeno iz šestih vrst rib, med katerimi prevladuje potočna postrv (Salmo trutta fario).
Naravni park Vračanski Balkan je v zahodnem delu gorovja in se razteza na 301,29 km². Njegovo ozemlje vključuje nekaj najobsežnejših kraških območij v Bolgariji z več kot 600 jamami, kot so Ledenika, soteska Vracata, katere 400 m visoke navpične pečine so najvišje na Balkanu in številni slapovi, kot je Skaklia (141 m padca, vendar za razliko od Rajsko praskalo je sezonski) in Borov Kamak (63 m padca). V flori je 1082 vrst žilnih rastlin in 186 vrst mahov. Endemizem je nižji v primerjavi z narodnim parkom Osrednji Balkan — 6 bolgarskih in še 36 balkanskih endemičnih vrst. Favna vretenčarjev obsega 276 vrst. Ptičev je 181 vrst, od tega 124 gnezdilk. Obstaja 15 vrst plazilcev in 11 vrst dvoživk, kot tudi edini habitat severnega čohastega puha (Triturus cristatus) v Bolgariji, ki je tudi njegovo najjužnejše nahajališče na svetu.
V zadnjih nekaj desetletjih so bila uspešna prizadevanja za ponovno naselitev dveh vrst jastrebov, ki sta iz gorovja izumrli. Leta 2021 se je v gorovju Kotel v vzhodnem delu pogorja izlegel prvi rjavi jastreb v Bolgariji po skoraj 30 letih, s čimer je bila ustanovljena druga gnezditvena kolonija na Balkanu, po tisti v severovzhodni Grčiji. V zadnjih letih se je več gnezdečih parov beloglavih jastrebov ustalilo na Vračanskem Balkanu na zahodu, pa tudi v vzhodnih delih Stare planine. Vzhodno gorovje Stare planine je med prednostnimi območji v programu ponovne naselitve brkatega sera. Od zgodnjega 21. stoletja je bilo več zapisov o evrazijskem risu, ki je v Bolgariji od leta 1940 veljal za izumrlega, na številnih lokacijah vzdolž Stare planine.

### Srbija
Prva skupina dreves je bila zavarovana leta 1966, v 1980-ih pa je sledila ustanovitev 7 posebnih naravnih rezervatov in 3 naravnih spomenikov. Naravni park Stara planina je bil ustanovljen leta 1997 in je od leta 2009 v sedanjih mejah in pokriva površino 1143,22 km². Zavarovano območje je bilo leta 2020 razširjeno.
Sedimenti segajo od paleozoika do kenozoika. Apnenčast teren je znan po kratkih potokih in tufastih slapovih. Obstajajo kanjoni in soteske, kot sta Toplodolska reka in Rosomačka reka. Kanjon Rosomače (Rosomački lonci ali Slavinjsko grlo) s svojimi 60 metri visokimi kaskadnimi apnenčastimi stenami je znan po tem, da spominja na Veliki kanjon Kolorada, vendar v veliko manjšem obsegu. 500 metrov dolga soteska je ostanek nekdanje jame, ki je sčasoma erodirala. Podzemne vode na planini pridejo na površje v obliki navadnih izvirov, studencev (vrelo) in razpršenih izvirov (pištevina). Obstaja okoli 500 izvirov s pretokom nad 0,1 l/s. Najmočnejši izvir je presihajoče Jelovičko vrelo, znano po nihanju, za katerega je značilno žuborenje in penjenje.
Montanski ekosistemi so raznoliki in vključujejo več rastlinskih združb: gozdove, grmičevje, travnike, pašnike in šotišča. V parku je šest različnih vegetacijskih con. Hrast, bukev, smreka, subalpski pas grmičaste vegetacije preslice, borovnice, subalpske smreke in planinskega bora. Druge rastline so grmičasta jelša, hrast dob, pa tudi redke in ogrožene vrste, kot so velikonočnica (Pulsatilla vulgaris), rumeno fazanovo oko (Adonis vernalis), kosovska potonika (Paeonia peregrina), navadna rosika, Heldreichov javor, turška lilija, iris pumila in prstasta kukavica. Skupaj je 1190 rastlinskih vrst, med njimi tudi lokalno endemična zvončnica Campanula calyciliata in Senecio pancicii, ki ju najdemo samo na planini. Na lokalitetah Jabučko Ravnište, Babin Zub in Arbinje so tudi združbe šotnega mahu na barjij. Približno 350 vrst zelišč velja za zdravilne ali aromatične. V letu 2022 je bilo izvedenih več neodvisnih raziskav različnih univerz in inštitutov, da bi jih vse popisali, okrepili njihovo zaščito in preverili možnosti za potencialno plantažno pridelavo. Ogromna območja južno in jugovzhodno od gore so že spremenjena v nasade aromatičnih zelišč, zlasti celotna pobočja bližnjih gora so zasajena s sivko.
V 1980-ih so na gori odkrili fosile Thecodontosaurusa. Je ena najstarejših zabeleženih vrst dinozavrov, ostanki pa so ocenjeni na približno 250 milijonov let.
Zabeleženih je približno 190 vrst metuljev. Območje je salmonidno območje, kjer živi rečna potočna postrv. V rekah in potokih živi še 25 vrst rib, med drugim ognjeni močerad in triton. V parku je več kot 30 vrst sesalcev, vključno z malim slepim krtom, podleskom in terciarnim reliktom, evropsko snežno voluharico. Rjavi medved je v srbskem delu izumrl, vendar so bili leta 2014 najdeni dokazi, ki kažejo na prisotnost medvedov. Medvedi so bili fotografirani leta 2015, preden so ponovno izginili do leta 2019, ko so na kamero posneli mladega rjavega medveda.
V parku je 203 vrste ptic, od tega jih 154 gnezdi v parku, 10 prezimuje, 30 je preletnih in 13 potepuških vrst. Ker je park najpomembnejši habitat v Srbiji za rjasto kanjo, sloko in endemskega uhatega škrjančka, je bilo območje v velikosti 440 km² razglašeno za evropsko pomembno območje za ptice. Beloglavi jastreb je iz regije izginil v poznih 1940-ih. V letu 2017 se je začel izvajati program njihove ponovne naselitve v okviru širšega evropskega programa. Med drugim bodo krmilnice postavljene vzdolž selitvene poti jastrebov. Do leta 2023 so opazovanja beloglavih jastrebov redna, zahvaljujoč prizadevanjem bolgarskih in španskih ornitologov so jastrebe videli preletavati srbsko stran, upadanje populacije egiptovskih jastrebov pa se je upočasnilo. Na srbski strani še vedno ne gnezdijo nobeni jastrebi.
Človeška dediščina sega od prazgodovinskih ostankov, klasične antike vključno z rimskim obdobjem do poznosrednjeveških samostanskih kompleksov. Nekateri od teh starejših spomenikov so fragmentarni in prestavljeni s prvotnih lokacij. Obstajajo številni primeri etničnih stavb, značilnih za arhitekturo regije v poznem 19. in zgodnjem 20. stoletju (hiše, hlevi itd.)
Srbski del gorovja je videti kot lokacija za desetine mikro hidroelektrarn, mini elektrarn, kar je povzročalo težave okoljevarstvenikom in lokalnemu prebivalstvu. Tudi ministrstvo za varstvo okolja je nekatere projekte ustavilo in se pravdalo z investitorji. Napovedali so tudi spremembo zakona o varstvu narave, ki bo trajno prepovedal gradnjo rastlin na zavarovanih območjih. Da bi preprečili nadaljnjo degradacijo, je bil Naravni park Stara planina nominiran za Unescov program Človek in biosfera ter za svetovni seznam geoparkov, več deset tisoč državljanov pa je podpisalo peticijo proti mikro hidroelektrarnam, organizirali pa so tudi številne proteste. To je spodbudilo podobne proteste v drugih delih Srbije in ustanovljeno je bilo združenje Branimo reke Stare planine, ki je razširilo svojo bazo delovanja izven območja Stare planine. Aktivizem je ob intervencijah policije povzročil različne fizične obračune med domačini na eni ter izvajalci in njihovimi varnostniki na drugi strani.
Oktobra 2018 je minister za varstvo okolja Goran Trivan dejal, da sedanji zakon dovoljuje gradnjo mikro hidroelektrarn na zavarovanih območjih. Vlada je dovolila gradnjo 800 mikroelektrarn, ki so jo ekologi označili za 'megalomansko', saj bi proizvedle manj kot odstotek celotne električne energije. Okoljevarstveniki so vlado tudi obtožili, da uničuje rastlinski in živalski svet z pretvezo obnovljivih virov energije. Mestna uprava Pirot je septembra 2019 sporočila, da iz prostorskega načrta črta vseh 43 obstoječih lokacij za mikro hidroelektrarne na zavarovanem območju Stare planine. V nezaščitenem delu gore je ostalo še 15 lokacij, vendar so mestne oblasti napovedale ukinitev tudi teh lokacij v prihodnosti.
Do leta 2020 je Stara Planina postala priljubljen kraj za snemanje filmov. S srbsko produkcijo so tu snemali tudi tuje filme, med njimi indijski akcijski film Uri: The Surgical Strike iz leta 2019. Njegov direktor Aditya Dhar je izrazil presenečenje nad »neznatno podobnostjo med Staro planino in Kašmirjem«. Na gori so posneli tudi avstralskega oskarja iz leta 2022 You Won't Be Alone.